# Nakawa
Nakawa is een geslacht van vlinders van de familie venstervlekjes (Thyrididae).

## Soorten
- N. fulvipicta (Hampson, 1914)
- N. fuscibasis (Hampson, 1910)